# سیری مالینیکس
سیری مالینیکس (انگلیسی: Siri Mullinix؛ زادهٔ ۲۲ مهٔ ۱۹۷۸) یک بازیکن فوتبال و دروازه‌بان اهل ایالات متحده آمریکا است.